# آیمون کالی
آیمون کالی (انگلیسی: Aimone Calì؛ زادهٔ ۱۱ فوریهٔ ۱۹۹۷) بازیکن فوتبال اهل ایتالیا است.
از باشگاه‌هایی که در آن بازی کرده‌است می‌توان به باشگاه فوتبال آتالانتا اشاره کرد.